# Condor Luftreederei
Die Condor Luftreederei war eine deutsche Fluggesellschaft.

## Geschichte
Am 26. Juli 1957 wurde die Condor Luftreederei GmbH in Hamburg als Tochtergesellschaft des Dr.-Oetker-Konzerns gegründet. Zur Oetker-Gruppe gehörte damals neben der Reederei Hamburg Südamerikanische Dampfschifffahrts-Gesellschaft auch eine Versicherung, die ebenfalls den Namen Condor trug. Zur südamerikanischen Vorkriegs-Fluggesellschaft Syndicato Condor bestand keine Verbindung. Am 12. Juli 1958 nahm die Condor Luftreederei den Charterflugbetrieb auf. Für den Herbst 1958 war ursprünglich auch die Anschaffung einer Douglas DC-6B erwogen worden, die jedoch nicht zustande kam. Im September 1958 verkündete die Gesellschaft, dass zusätzlich Frachtflüge sowie kombinierte See-Luft-Reisen durchgeführt werden sollten. Allerdings stellte man fest, dass die Reichweite der Convair 440 für weiter entfernte Ziele dieses Kombiverkehrs zu gering war und außerdem der Reederei Hamburg Süd geeignete Kreuzfahrtschiffe fehlten.
Nicht zuletzt aufgrund der gestiegenen Bedeutung von durch Linienfluggesellschaften angebotenen Inclusive Tours verkaufte Oetker am 24. März 1961 die Condor Luftreederei an die Lufthansa, die am 1. November 1961 Condor mit ihrer Charterfluggesellschaft Deutsche Flugdienst zur Condor Flugdienst zusammenschloss.
Dreizehn Jahre später plante der Oetker-Konzern einen erneuten Einstieg in den Luftverkehr. Im Jahr 1974 wurde gemeldet, dass mit drei Großraumflugzeugen in Kombi-Konfiguration ein Fracht- und Passagierflugbetrieb aufgenommen werden solle. Dafür waren die Flugzeugtypen Boeing 747-200M oder McDonnell Douglas DC-10-30CF ins Auge gefasst worden. Auch diese Pläne wurden jedoch nicht in die Tat umgesetzt.

## Betrieb
Im Unterschied zum größten Wettbewerber, der Lufthansa-Tochter Deutsche Flugdienst konnten Reiseveranstalter bei der Condor Luftreederei nicht nur das gesamte Flugzeug chartern (Vollcharter), sondern auch einzelne Sitzplätze.

## Flotte
Die Flotte der Condor Luftreederei bestand aus zwei im Juli 1958 fabrikneu erworbenen Convair CV-440  (Luftfahrzeugkennzeichen D-ABAB, D-ACEK). Beide Maschinen wurden nicht von Condor Flugdienst übernommen, sondern von Lufthansa.